# Palazzo Grassi (Venedig)

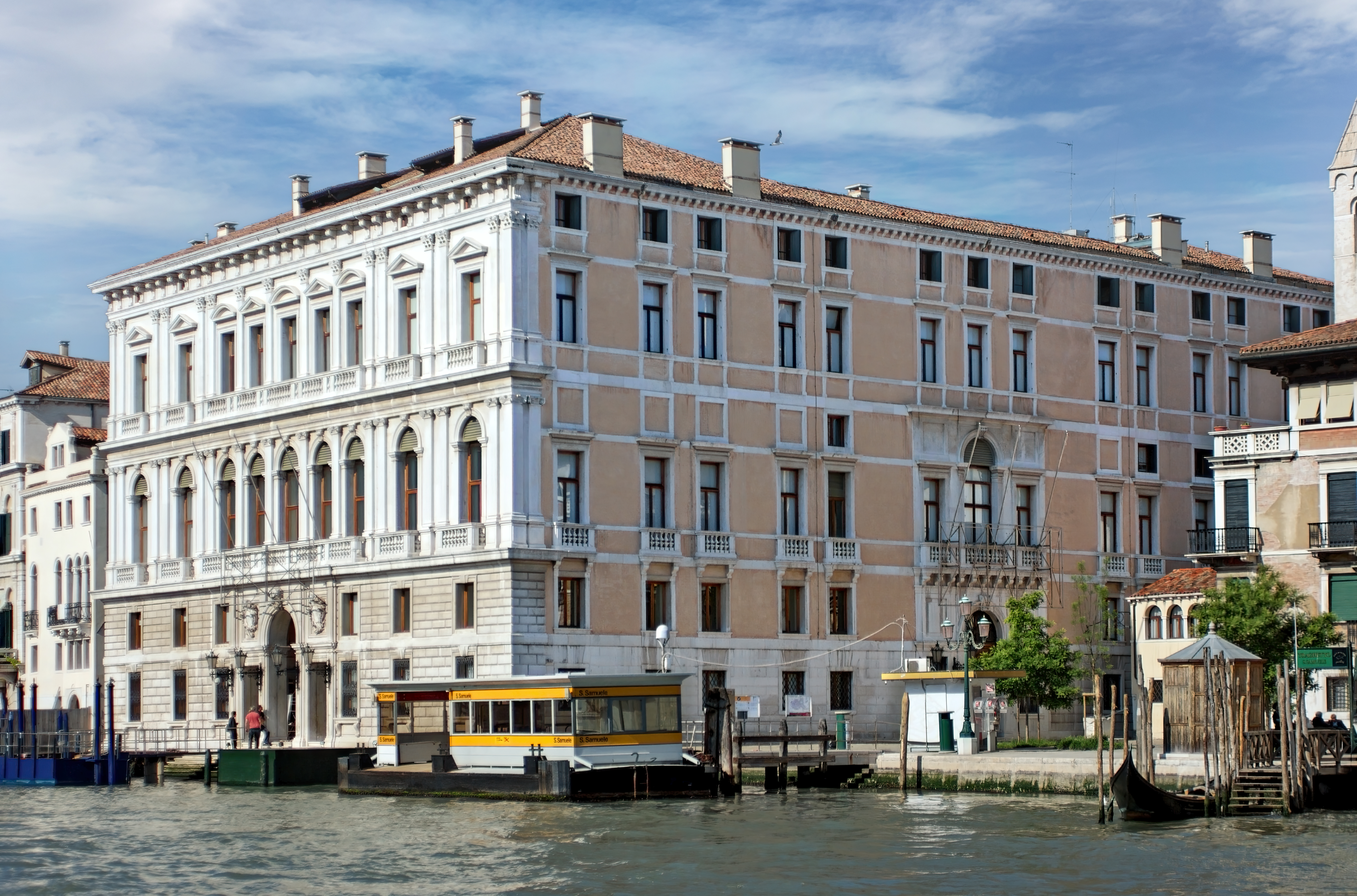
Palazzo Grassi

Der Palazzo Grassi (1748–1772) ist ein Palast am Ufer des Canal Grande in Venedig. Der Architekt Giorgio Massari, der auch die  Ca’ Rezzonico erbaute, schuf auch ihn in einem Stil zwischen Spätbarock und Klassizismus. Auftraggeber war die Familie Grassi.

## Architektur
Die Architektur der Fassade besteht aus drei Geschossebenen, von denen die untere mit ihrem Mezzaningeschoss und den rustizierten Steinen auf Bauten des 15. und 16. Jahrhunderts zurückgreift (vgl. Palazzo Bevilacqua u. a. in Verona). Die Seiteneingänge der dreigeteilten Portalzone im Stil eines Venezianischen Fensters sind von Wappenschilden überhöht. Das piano nobile besteht im Wesentlichen aus neun bis zum Boden reichenden Rundbogenfenstern mit kleinen Balkonen davor; die mittleren Fenster bilden eine Fünfergruppe. Diese wiederholt sich im Obergeschoss, welches sich jedoch durch seine Rechteckfenster mit darüber befindlichen Dreiecks- und Rundgiebeln (Lünetten) von der mittleren Fassadenebene abgrenzt. Insgesamt ist die Fassade deutlich weniger plastisch gestaltet als die meisten früheren Palazzi Oberitaliens. Dies lässt sich auch gut an der kaum gegliederten Seitenfassade beobachten, die ebenfalls über ein dreiteiliges Portal mit darüber befindlichem Venezianischen Fenster verfügt.

## Spätere Eigentümer
Im Jahr 1840 wurde der Palazzo von der Familie Grassi an den Tenor Antonio Poggi verkauft. Er gehörte zeitweilig dem Wiener Baron Simon von Sina, der umfangreiche Umbauten vornehmen ließ, und im ersten Drittel des 20. Jahrhunderts den Eigentümern des Molino Stucky, Giovanni Stucky und dessen Sohn Giancarlo Stucky.
1983 erwarb der italienische Fiat-Konzern auf Veranlassung von Gianni Agnelli das Gebäude. Fiat veranstaltete dort große archäologisch-historische Ausstellungen. Seit 2006 befindet sich der Palast im Besitz des französischen Unternehmers François Pinault, der dort seine Sammlung moderner Kunst zeigt.

## Ausstellungen
- 1992: „Leonardo und Venedig“. Erstmalige Ausstellung, die einer Einzelperson gewidmet war.[2] Es wurde auch der Vitruvianische Mensch gezeigt.
- 2019: Werkschau mit rund achtzig Werken des belgischen Malers Luc Tuymans, von den achtziger Jahren bis in die Gegenwart[3]
- 2022: Marlene Dumas im Rahmen der 59. Biennale in Venedig